# 구지라나미역
구지라나미역(일본어: 鯨波駅)은 일본 니가타현 가시와자키시에 있는, 동일본 여객철도의 철도역이다. 신에쓰 본선이 지나간다.

## 역 구조
상대식 2면 2선 구조의 지상역이다. 양쪽 승강장은 과선교로 이어져 있다. 나가오카역이 관리하는 무인역으로, 역사 2층에 맞이방이 있다.

### 승강장
| (남쪽 승강장) | ■ 신에쓰 본선 | 사이가타 · 나오에쓰 방면   |
| (북쪽 승강장) | ■ 신에쓰 본선 | 가시와자키 · 나가오카 방면 |

## 역세권 정보
- 국도 제8호선
- 구지라나미 해수욕장

## 역사
- 1904년 4월 1일 - 호쿠에쓰 철도의 역으로 개업했다.
- 1907년 8월 1일 - 국유화에 따라 일본국유철도의 소속이 되었다.
- 1987년 4월 1일 - 민영화에 따라 동일본 여객철도의 소속이 되었다.

## 인접역
| 동일본 여객철도 신에쓰 본선 | 동일본 여객철도 신에쓰 본선 | 동일본 여객철도 신에쓰 본선 |
| --------------------------- | --------------------------- | --------------------------- |
| 오미가와 나오에쓰 방면      | ■ 보통                      | 가시와자키 니가타 방면      |